# حديقة حيوانات الخرطوم
books حديقة حيوانات الخرطوم
If you do not find what you're looking for, you can use more accurate words.
1. The National Botanical Garden, Khartoum # Where is Khartoum? # Why was it called Khartoum? # What river does the Blue River meet at Khartoum? # What is the meaning of we will call it Khartoum? # open zoo # Singapore Zoo # San Diego Zoo # Rabat Zoo # Baghdad Zoo # Zoo in Yerevan # africa zoo # Al Ain Zoo # Brookfield Zoo # Bronx Zoo # Turku Aquatic Zoo # Qatar Zoo # Cleveland Zoo # The most beautiful zoo in the world # Lincoln Zoo

حديقة حيوانات الخرطوم (Info)
حديقة حيوانات الخرطوم هي حديقة حيوان تقع في مدينة الخرطوم، السودان.
تأسست الحديقة عام 1901 في وسط مدينة الخرطوم، ثم نقلت عام 1903 إلى قرية تقع بين النيل الأبيض والنيل الأزرق.
الحيوانات
من الحيوانات التي عرضت في الحديقة الأسود والفيلة والحمار الوحشي، وفرس النهر والسلاحف البرية.
فرس النهر
ظبي من نوع (تصنيف) المها (البقر الوحشي)
حمار الزرد
مدير حديقة الحيوان، الميجور باركر، يلاعب لبؤة شابة عام 1936.
سلاحف برية
أبو مركوب (Balaeniceps rex)
أبو ميه (Ephippiorhynchus senegalensis)
Aquatic birds

## الحيوانات
من الحيوانات التي عرضت في الحديقة الأسود والفيلة والحمار الوحشي، وفرس النهر والسلاحف البرية.

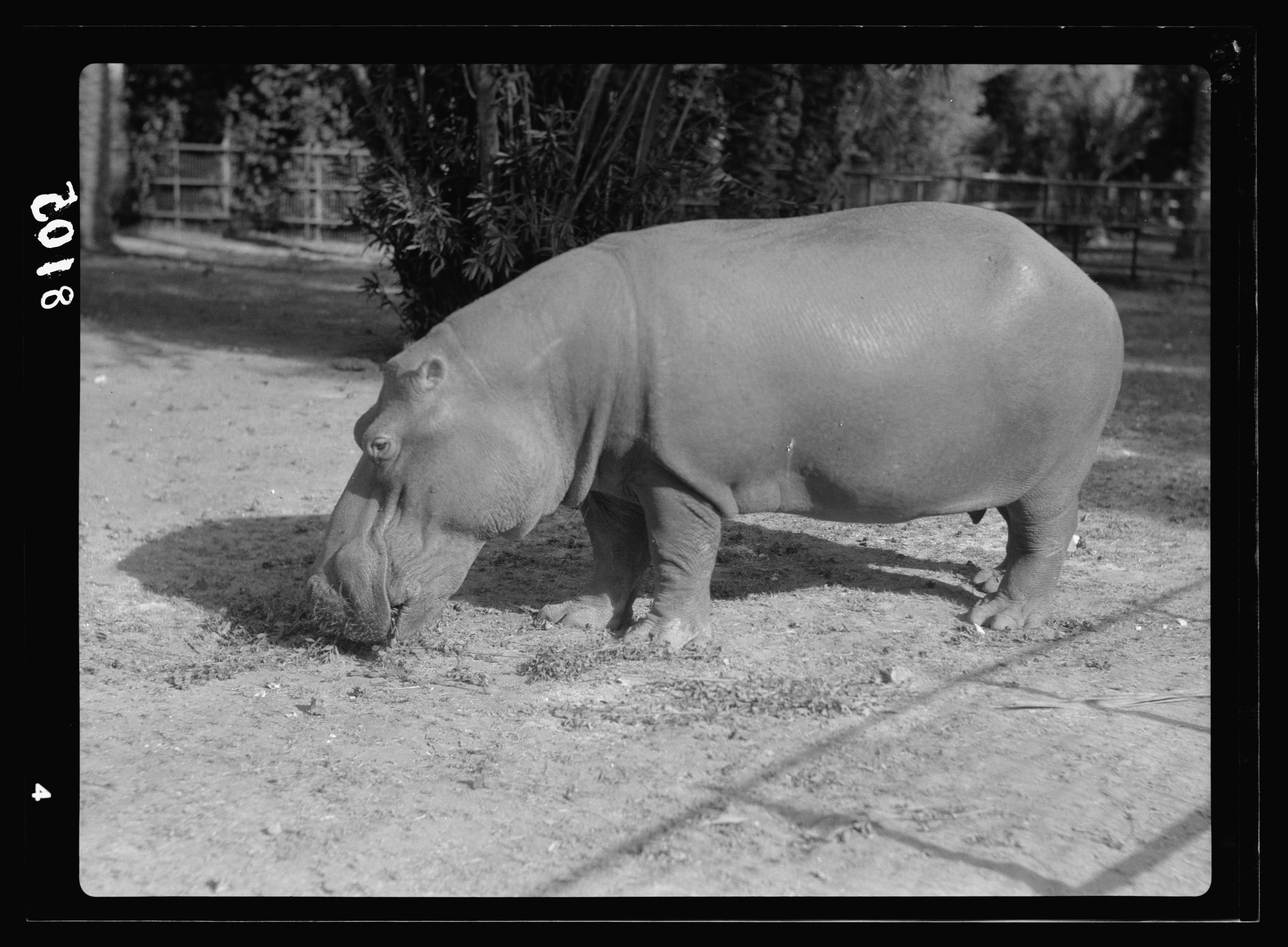
فرس النهر
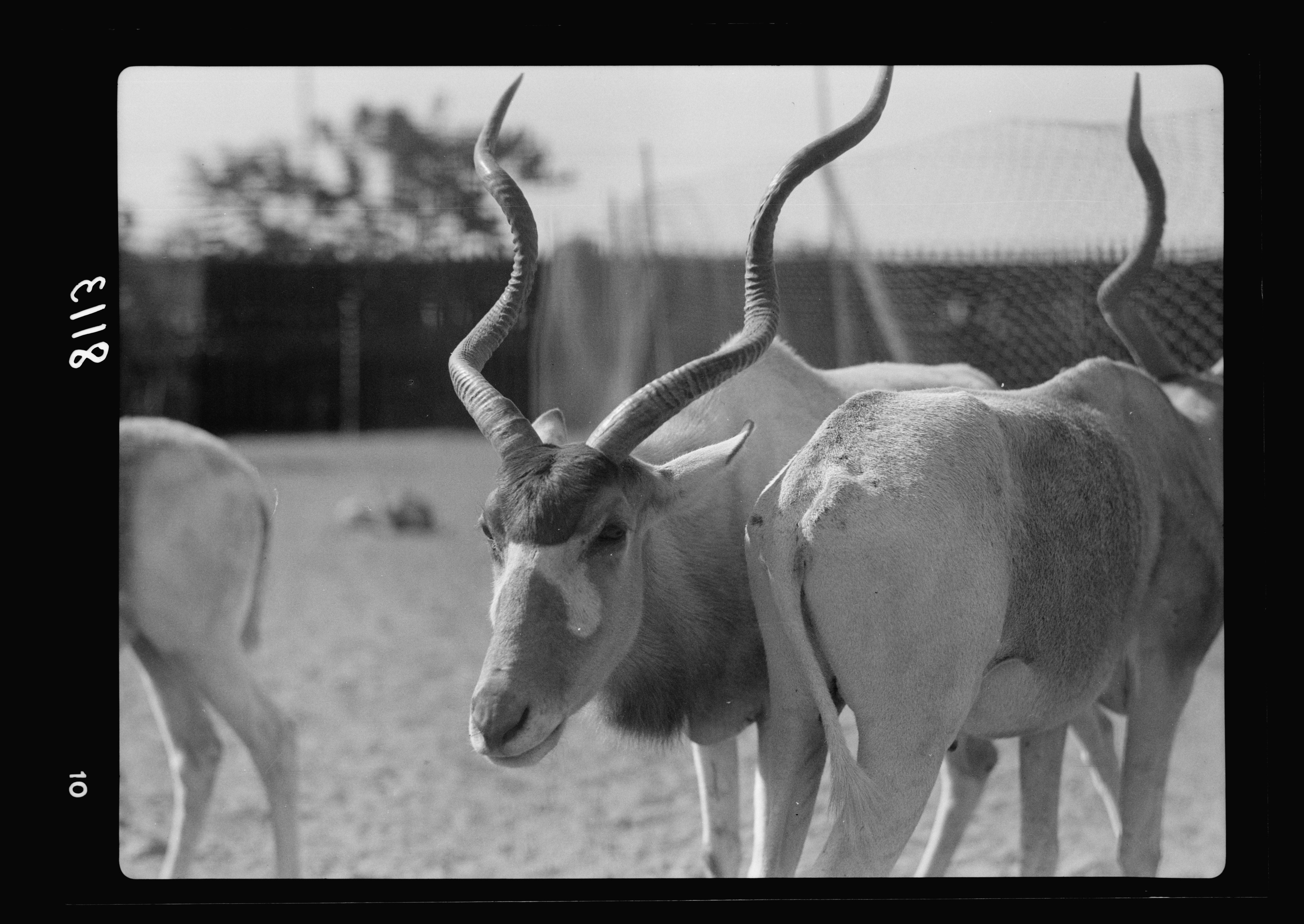
ظبي من نوع (تصنيف) المها (البقر الوحشي)
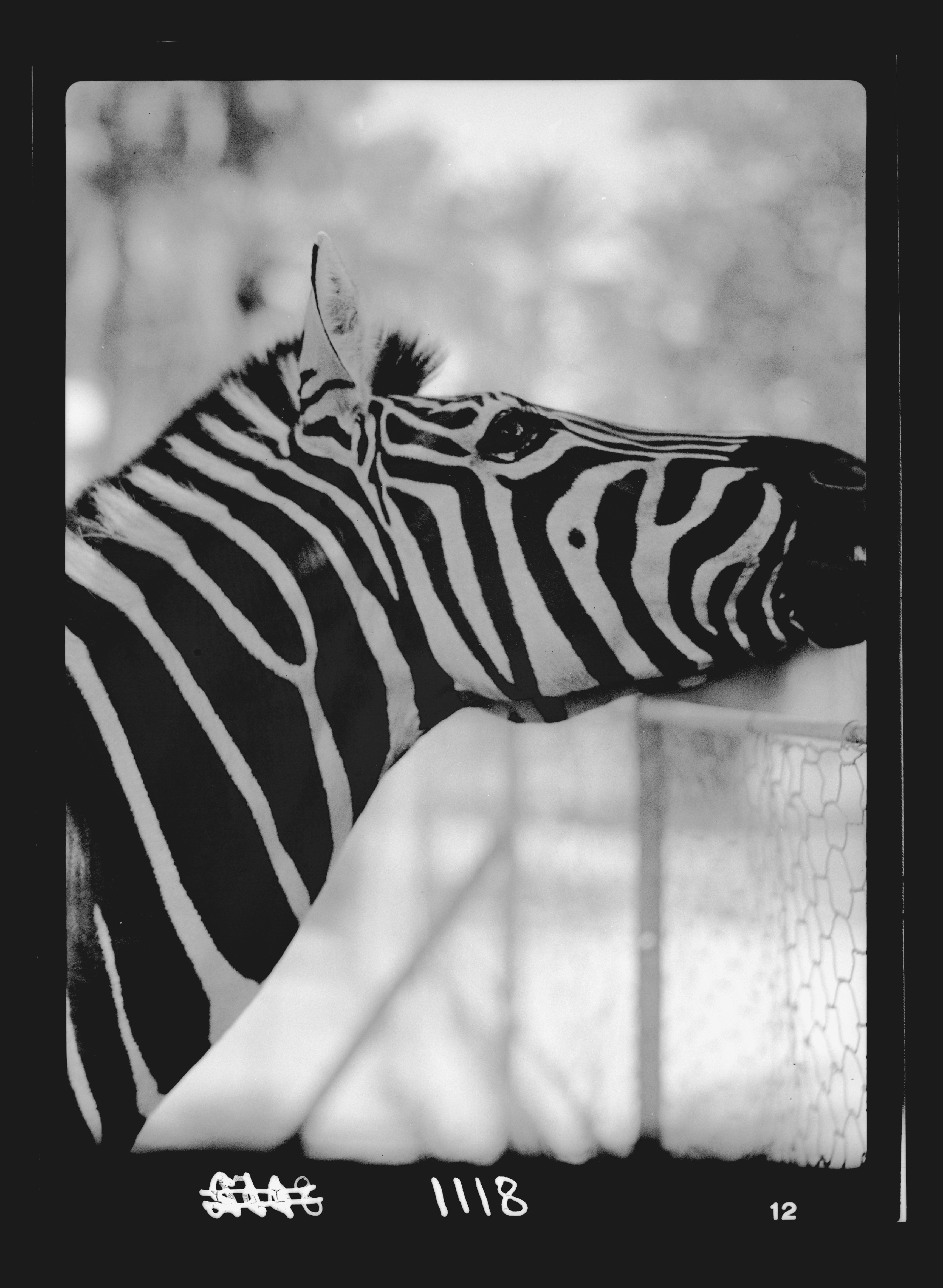
حمار الزرد
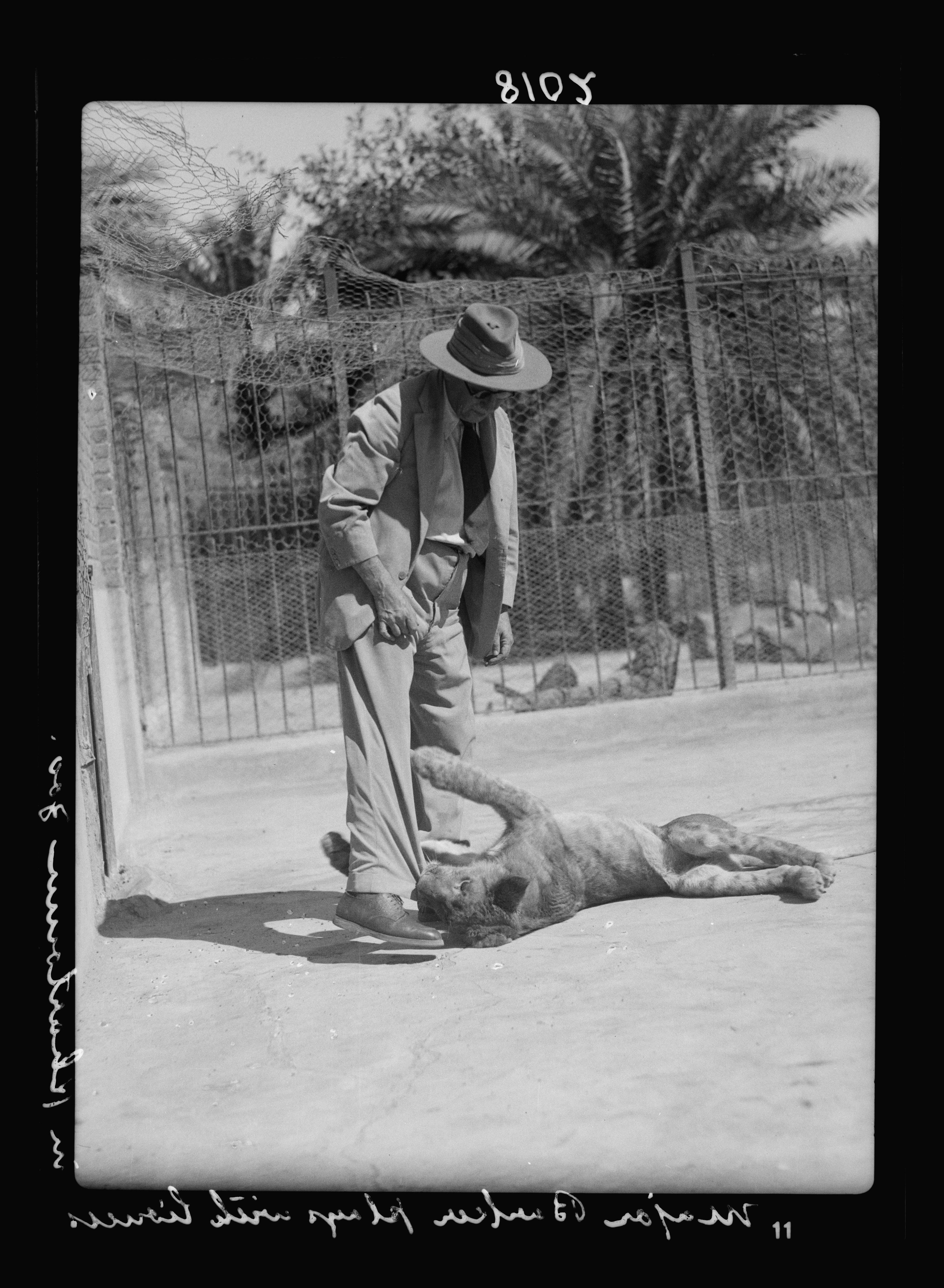
مدير حديقة الحيوان، الميجور باركر، يلاعب لبؤة شابة عام 1936.
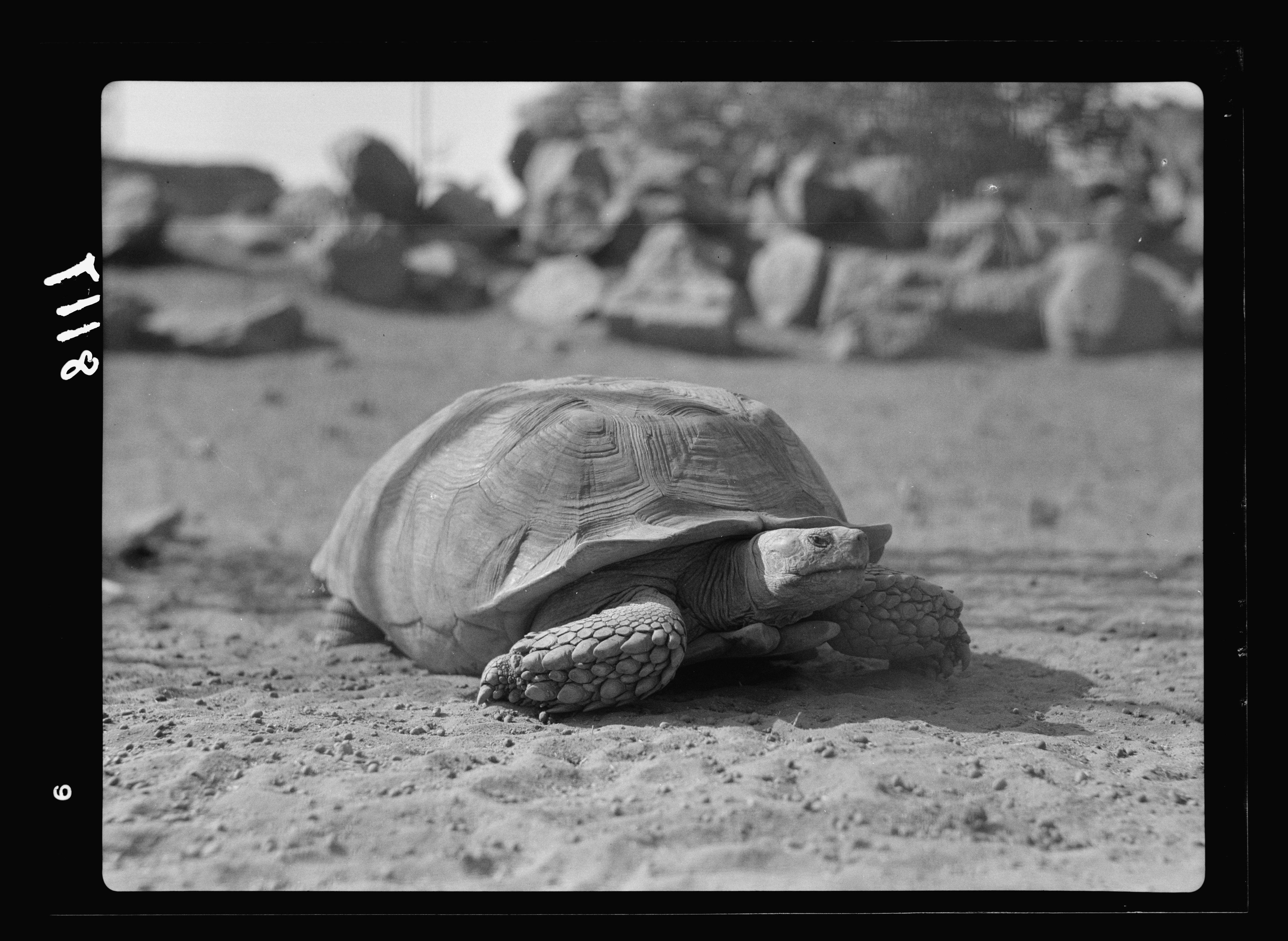
سلاحف برية
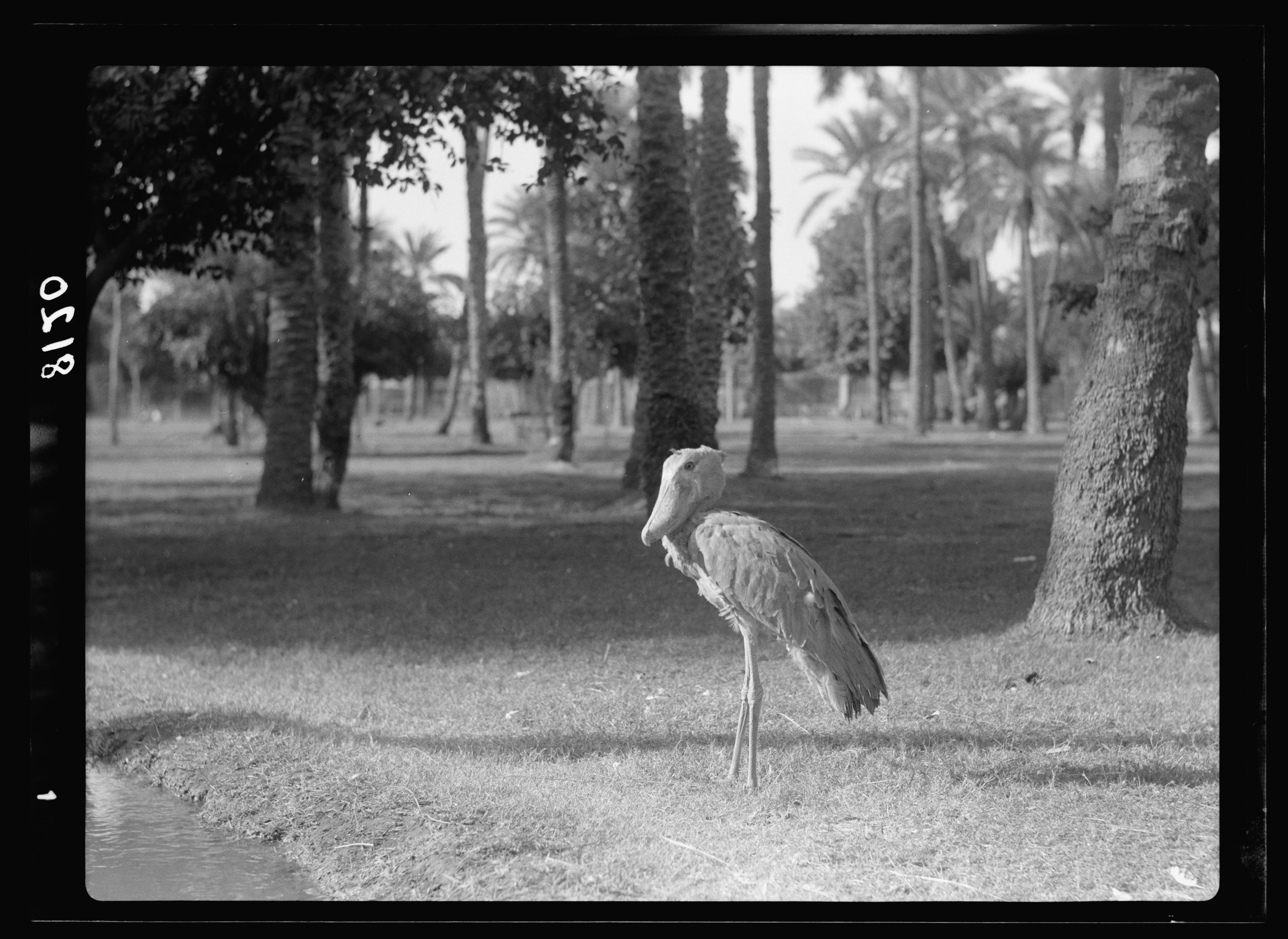
أبو مركوب (Balaeniceps rex)
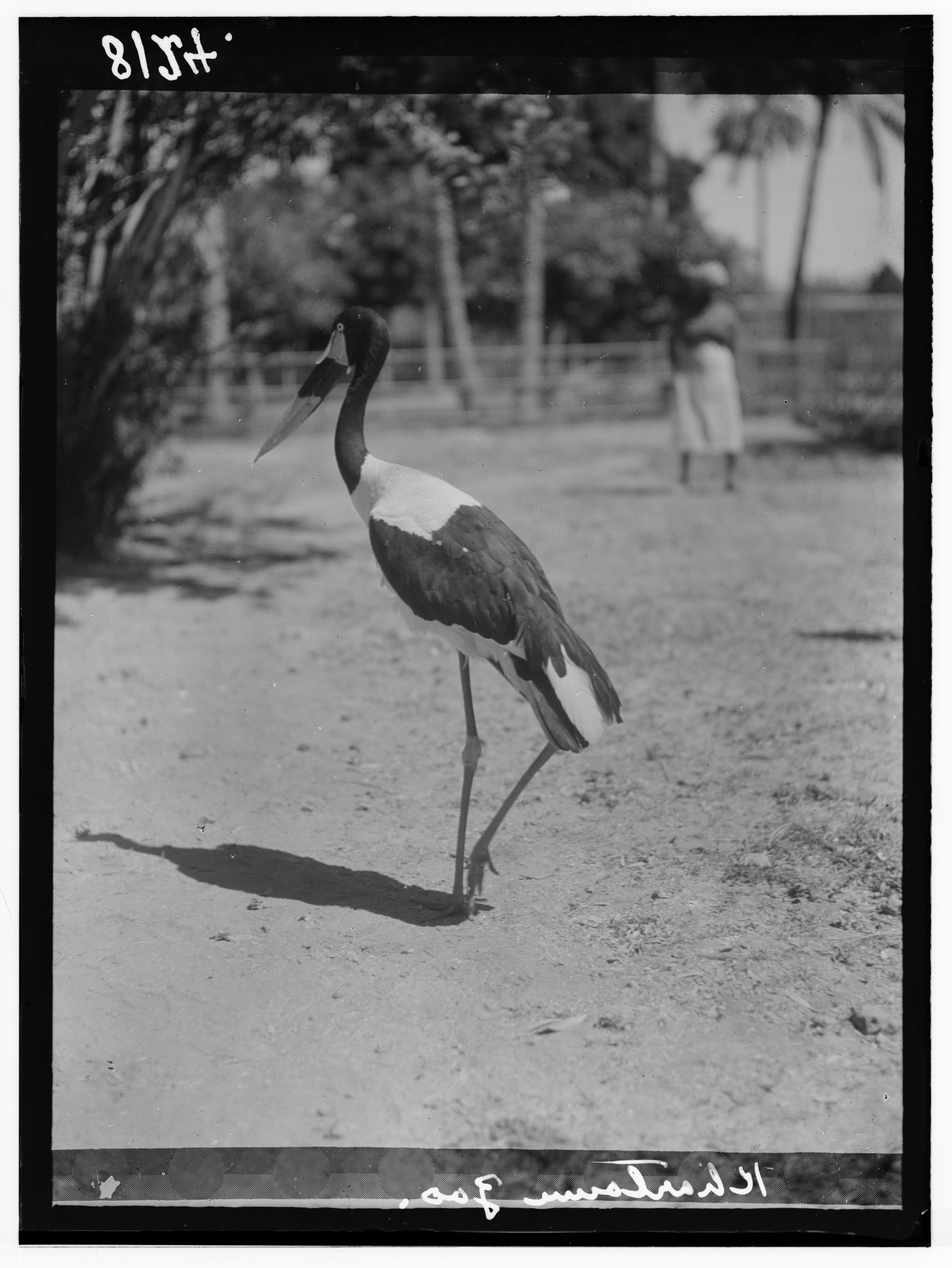
أبو ميه (Ephippiorhynchus senegalensis)
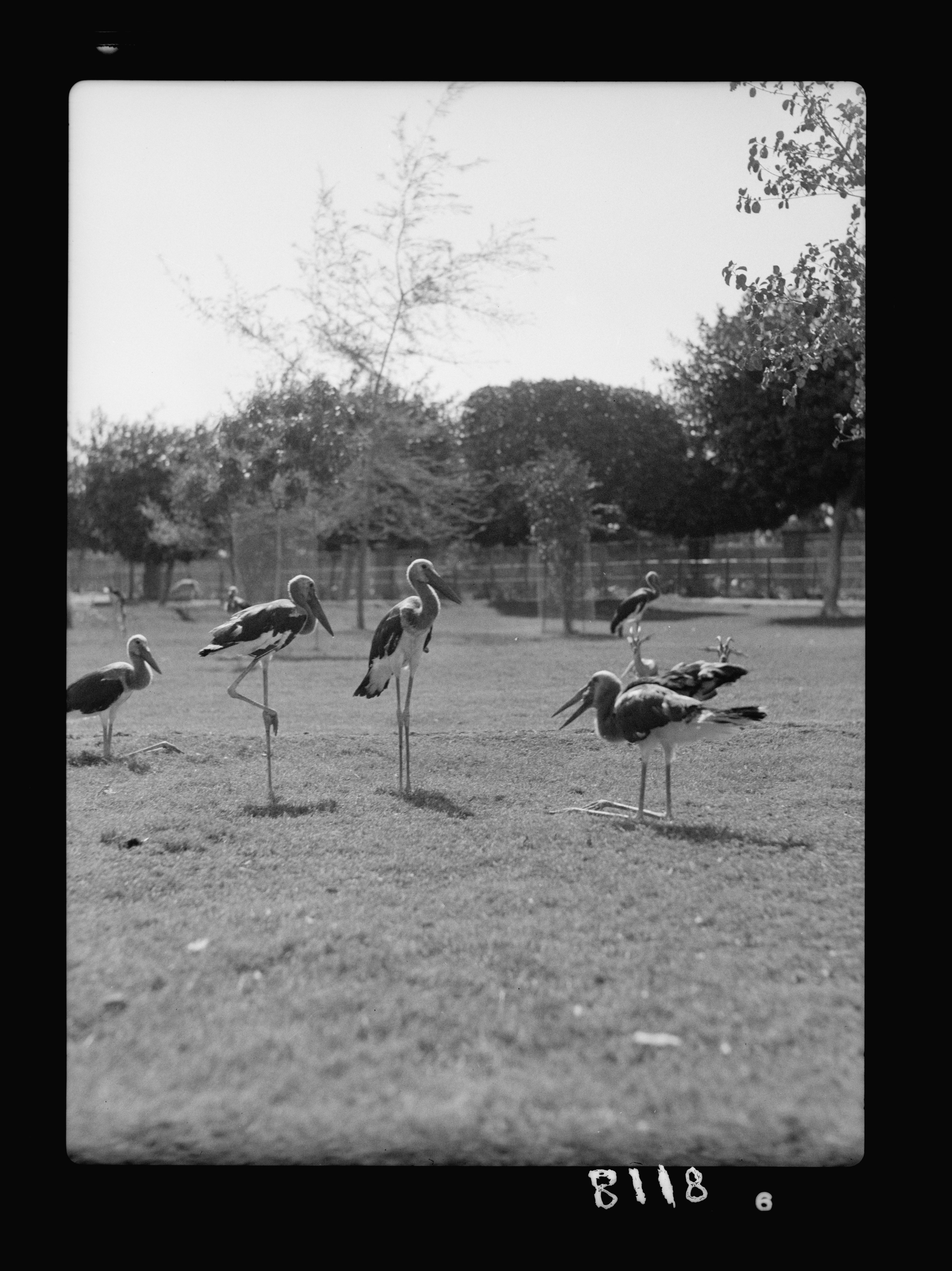
Aquatic birds